# 青江薫
青江 薫（あおえ かおる、1974年 - ）は、日本の俳優。所属事務所は芸映。旧芸名は青江隆介。

## 主な出演作品

### テレビ
- 七星闘神ガイファード林
- NIGHT HEAD
- 奥様株をどうぞ
- 団地日記
- おむこさん
- 月とスッポンスーパーギャルは誰が好き？